# 세이슌 고조가 나이테이루/유구레와 아마에가리/이마코코카라
《세이슌 고조가 나이테이루/유구레와 아메아가리/이마코코카라》(青春小僧が泣いている／夕暮れは雨上がり／イマココカラ 청춘소승이 울고 있어/해질녁엔 비가 그쳐/지금 여기에[*])는 2015년 4월 15일 발매된 모닝구무스메'15의 쉰여덟 번째 싱글이다.

## 개요
- 모닝구무스메의 세 번째 트리플 A 사이드 (A면) 싱글.
- 전 작 TIKI BUN/샤바다바 두~/미카에리 비진에 이어 트리플 A 사이드 (A면) 싱글.
- 12기 멤버(오가타 하루나, 노나카 미키, 마키노 마리아, 하가 아카네)가 합류 후 첫 발매되는 싱글.
- 3월 14일에 개봉하는 영화 프리큐어 올스타즈 봄의 카니발♪의 주제가에 イマココカラ가 결정되었다.
- 초회한정반 A, B, C, D, 통상반 A, B의 6 형태로 발매.
- 초회한정반 A, B, C, D에는 DVD가 같이 수록되고 있다.
- 모든 초회한정반에는 이벤트 추첨 일련 번호 카드가 봉입되고 있다.

## 수록곡

### CD
1. 青春小僧が泣いている
작사, 작곡 : 층쿠 / 편곡 : 에가미 코타로
2. 夕暮れは雨上がり
작사, 작곡 : 층쿠 / 편곡 : 스즈키 슌스케
3. イマココカラ
작사 : 아오키 쿠미코 / 작곡 : 다카토리 히데아키 / 편곡 : 오쿠보 카오루
4. 青春小僧が泣いている (Instrumental)
5. 夕暮れは雨上がり (Instrumental)
6. イマココカラ (Instrumental)

### DVD
초회한정반 A
1. 青春小僧が泣いている (Music Video)

초회한정반 B
1. 夕暮れは雨上がり (Music Video)

초회한정반 C
1. イマココカラ(Music Video)

초회한정반 D
1. 青春小僧が泣いている (Dance Shot Ver.)
2. 青春小僧が泣いている · 夕暮れは雨上がり (메이킹 영상)

## 차트
- 일간최고순위 1위 (오리콘 차트)[1]
- 주간최고순위 2위 (오리콘 차트)

## 같이 보기
- 프리큐어 올스타즈